# Гавин, Николай Алексеевич
Николай Алексеевич Гавин (1883, Оренбург — 10 мая 1967, Париж) — один из первых русских военных лётчиков, участник Первой мировой войны, капитан, начальник Московской авиационной школы, член Союза Русских лётчиков.

## Биография
Родился в 1883 году а Оренбурге. Окончил в 1904 году Оренбургскую духовную семинарию, получив светское и духовное образование. В 1906 году по первому разряду окончил Одесское военное училище, службу начал проходить в 1-м Варшавском крепостном полку. Подпоручик. Переведён в 31-й пехотный Алексеевский полк. Штабс-капитан. В сентябре 1912 года, пройдя очень серьёзный отбор среди таких же как он добровольцев («охотников»), направлен в столицу на теоретические курсы авиации (группа № 3) при Санкт-Петербургском Политехническом институте. После успешного окончания курсов отправлен для обучения полётам в Севастопольскую авиационную школу. Получив звание военного лётчика, назначен в 12-й корпусной авиационный отряд (КАО) под началом П. Н. Нестерова (некоторые источники утверждают, что Гавин служил в 12-м КАО). Участник Первой мировой войны. 13 августа 1914 года самолёт Гавина во время разведывательного полёта в районе Львова попал под сильный шрапнельный огонь противника. Был повреждён мотор и левое крыло. Пилот Гавин с лётчиком-наблюдателем поручиком Рихтером (однокашником по теоретическим курсам авиации) совершили вынужденную посадку на территории, занятой неприятелем. Они попытались сжечь повреждённый самолёт, чтобы тот не достался врагу, и двое суток, пробираясь ночами, выйти на расположение Русской армии.. По пути им удалось захватить и доставить к отряду австрийского солдата. Рассказ об этом эпизоде вошел в книгу П. А. Критского «Подвиги русских авиаторов», изданную в 1915 году в Ярославле. Также об этом случае в своём последнем письме жене написал и П. Н. Нестеров.
16 марта 1916 получил ушиб и контузию в посёлке Клевань. Отправлен в 1-й Евгениевский подвижной лазарет Общины Красного Креста. Там он был госпитализирован с диагнозом «Кожная контузия».
По распоряжению Нестерова Гавин был направлен в Москву для освоения новых типов самолётов. Вернулся в расположение части, совершил много боевых и разведывательных вылетов, был тяжело ранен и контужен. В конце 1916 года получил звание капитана и назначение начальником Московской авиационной школы и Наблюдающим за частными авиационными школами Москвы. Октябрьский переворот встретил во Франции, куда был командирован в Русскую миссию. В Россию не вернулся. В эмиграции работал в Союзе русских лётчиков. Во время оккупации Парижа в 1940—1942 годах работал в Комитете по организации представительства русской национальной эмиграции во Франции, до закрытия этого комитета оккупационными властями.
Умер Николай Алексеевич Гавин 10 мая 1967 года. Похоронен на кладбище Сент-Женевьев-Де-Буа.

## Награды
- Светло-бронзовая медаль «100 лет Отечественной войны. 1812—1912 гг.»
- Светло-бронзовая медаль «В память 300-летия дома Романовых. 1613—1913 гг.»
- Орден Святого Станислава 3-й степени.
- Орден Святой Анны 4-й степени, с прикреплением его на личное холодное оружие военного лётчика-офицера — кортик, с надписью «За храбрость»
- Орден Святой Анны 3-й степени, с мечами и бантом.
- Орден Святой Анны 2-й степени, с мечами.
- Орден Святого Владимира 4-й степени, с мечами и бантом.